# 阿久津町 (郡山市)
阿久津町（あくつまち）は、福島県郡山市の大字である。郵便番号は963-0667。

## 地理
郡山市役所本庁所管の行政区である旧郡山地区に属する。北で富久山町南小泉、北東で舞木町（飛地）、東で下白岩町、南で安原町、あぶくま台、西で横塚、富久山町久保田とそれぞれ隣接する。また東側の境界は入組んでおり、ごく一部でわずかに白岩町、田村郡三春町下舞木と接するほか、域内に下白岩町の飛地が存在する。概ね市町村制施行以前の田村郡阿久津村の流れを汲む地域である。市内東部の一級水系阿武隈川右岸流域および支流の阿久津川流域を主な範囲とする。域内を東西に福島県道57号郡山大越線が横断し、西側を南北に福島県道73号二本松金屋線が縦断する。域内西側の川沿いの低地に田畑が広がり、隣接する高台にて県道同士が交わり、字舘側をはじめとした集落が位置する。緑ケ丘東に所在する郡山警察署東部駐在所、および堂前町に所在する郡山消防署本署がそれぞれ管轄にあたる。

### 河川・湖沼
一級水系阿武隈川水系
- 阿武隈川
  - 阿久津川

### 主な字
字
- 八幡下
- 下田後
- 腰巻
- 石橋
- 前田
- 法師沢

- ハノキ
- 続
- 後田
- 南小
- 富士坊
- 久保

- 風早
- 大闇
- 六溜
- 舘
- 舘側

## 歴史
- 1879年1月27日 -福島県内における郡区町村制の施行により、旧守山藩領阿久津村が田村郡の村となる。
- 1889年4月1日 - 町村制の施行により阿久津村が周辺11村と合併し田村郡巌江村が発足する。旧阿久津村域は巌江村の大字となる。
- 1955年11月15日 - 大字白岩、下白岩、安原、横川、および上舞木の一部（現在の郡山市舞木町）と共に三春町から郡山市に分離、編入され、郡山市の大字となる。

## 世帯数と人口
2024年1月1日現在の世帯数と人口は以下の通りである。
| 大字     | 世帯数  | 人口  |
| -------- | ------- | ----- |
| 阿久津町 | 196世帯 | 488人 |

## 小・中学校の学区
市立小・中学校に通う場合、学区は以下の通りとなる。
| 番地 | 小学校             | 中学校                 |
| ---- | ------------------ | ---------------------- |
| 全域 | 郡山市立東芳小学校 | 郡山市立郡山第四中学校 |

## 交通

### 道路
- 福島県道57号郡山大越線
  - 阿久津橋
- 福島県道73号二本松金屋線
- 福島県道298号阿久津舞木停車場線

## 施設等
- 郡山市立東芳小学校
- 東部地域公民館
- 後田舘跡
- 安養寺
- 田村神社
- 赤木神社
- 八幡神社